# Lista de senhores de Baux
Os Senhores de Baux constituíram uma das famílias mais poderosas da Baixa-Provença medieval. 

## Os Senhores de Baux

Brasão com as Armas da Casa de Baux.

- Pons “o Jovem” (971-?), foi pai de
- Hugo de Baux (981-1060)
- Guilherme Hugo de Baux (1060-1095)
- Raimundo I de Baux (1095-1150)
- Hugh II de Baux (1150-1170)

## Depois da Aliança com aCasa de Orange
- Bertrand de Baux (1130-1181),
- Hugo IV de Baux (1173-1240),
- Barral I de Baux (1240-1270),

Brasão com as Armas da Casa de Orange.

- Raimundo de Baux (1270-1312), conde de Avellin.
- Bertrand II de Baux (1244-1305) senhor de Pertuis.
- Raimundo de Avellin (1268-1321),
- Hugo Raimundo de Baux (1311-1351),
- Raimundo II de Baux (1351-1372),
- Alice de Baux (1367-1426) debaixo da tutela do seu avô paterno, Guilherme III Roger de Beaufort, depois do seu tio Raimundo de Turenne, e depois da do seu esposo Odon de Villars.

Depois da morte de Alice, Baux é anexado aos domínios dos condes da Provença.

## Domínio dos condes da Provença
- Renato I de Nápoles (1434-1480) Condes e Duques de Anjou
- Carlos V de Anjou (1480-1482)

Após a de Carlos V de Anjou, o seu primo Luís XI de França, Rei de França, nomeia René II de Nápoles duque da Lorraine.

## Domínio do rei de França
- Luís XI de França (1482-1483),
- Carlos VIII de França (1483-1498),
- Luís XII de França (1498-1513)
- Francisco I de França (1515-1547),
- Henrique II de França (1547-1559),

Brasão com as Armas da Casa Real de França.

- Francisco II de França (1559-1560),
- Carlos IX de França (1560-1574),
- Henrique III de França (1574-1589),
- Henrique IV de França (1589-1610),
- Luís XIII de França (1610-1643)

## Barões de Baux
- Bernardin des Baux (1513-1528),
- Anne de Montmorency (1528-1567),
- Honoré des Martins (1567-1582),
- Jacques de Bauche, Senhor de Vers-Pont-du-Gard, Séderon e de Vacquières (1582-1621)

## Governador de Baux
- António de Villeneuve, Governador de Baux (1621-1631).

Em 1631 dá-se a venda dos domínios de Baux à comunidade e a demolição do Castelo de Baux.

## Capitães - viguiers de Baux
Os capitães viguier encarregados do comando da praça vão tornar-se os homens fortes da cidadela depois da morte de Montmorency.
- Claude de Manville (1528 a 1553),
- Funções ocupadas pela viúva de Manville até 1553,
- Pierre de Cotheron (1553-1560),
- Jehan de Manville (1560-1562),
- Jehan de Quiqueran-Ventabren (1562-1563),
- Gauchier de Quiqueran (1563-1564),
- Valentin de Grille (1564-1575),
- Pierre de Véran (1575-1607),
- Pierre de Savournin (1607-1618),
- Jacques de Vérassy (1618-1631),
- Nicolas Vincent (1631-).

## Marqueses de Baux
Em Maio de 1642, o rei de França,  Louis XIII de França faz doação dos territórios de Baux ao príncipe de Mónaco. A doação é confirmada em 6 de Fevereiro de 1643.
- Hercule I Grimaldi de Mónaco (1643-1651),
- Honoré II Grimaldi de Mónaco (1651-1662),
- Luís Luduvico Grimaldi I de Mónaco, duque de Valentinois (1662-1701),
- António Grimaldi II de Mónaco (1701-1731),
- Jacques I, Príncipe de Mônaco (1731-1751),
- Honorato III, Príncipe de Mônaco (1751-1795).